# Killwangen
Killwangen es una comuna suiza del cantón de Argovia, situada en el distrito de Baden. Limita al norte con la comuna de Würenlos, al este con Spreitenbach, al suroeste con Oberrohrdorf, y al noroeste con Neuenhof.

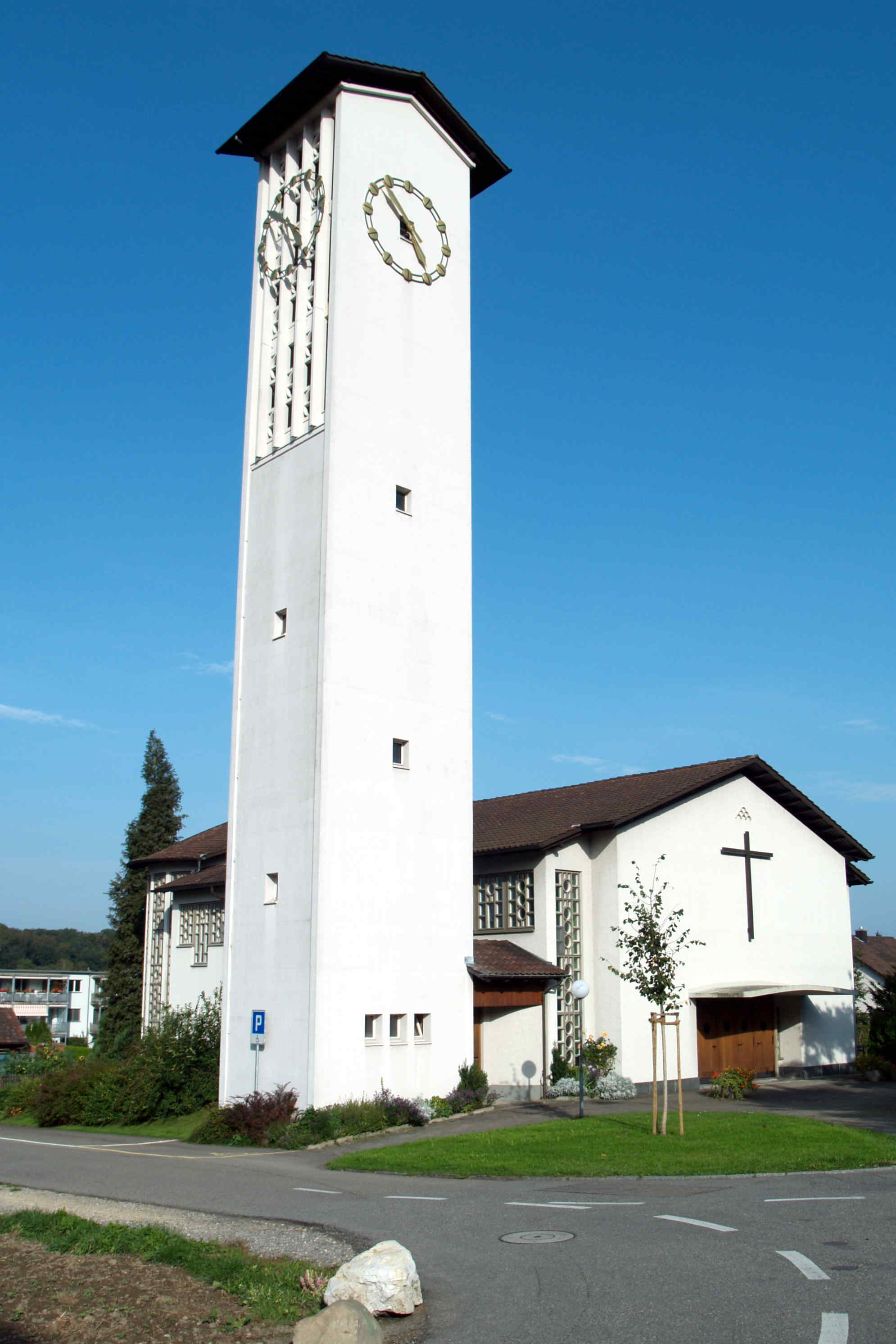
Iglesia católica de Killwangen.